# Радомир Смиљанић
Радомир Смиљанић (Јагодина, 20. април 1934 — Београд, 19. јул 2019) био је српски писац, публициста и преводилац. Смиљанић припада међу најпревођеније српске књижевнике и сврстава се међу 20 најзначајнијих српских писаца двадесетог века који се огледао у свим жанровима књижевности, од приповетке, сатире до романа и од драмских дела и писања сценарија за телевизију и филм до поезије за децу и одрасле и сатиричних афоризама.

## Биографија
Радомир Смиљанић је рођен 1934. године у Јагодини, у породици Угљеше (професора музике и композитора) и Данице Смиљанић. За време рата је његов отац Угљеша, као патриота, заједно са многима изгубио живот у злогласном логору Јасеновац, (истовремено је заплењено и уништено и његово музичко дело: кантате, сонате, песме за соло глас и инструмент).
Смиљанић од девете године живи у Београду, где је завршио Филозофски факултет, Одсек за немачки језик и књижевност. Студирао је и музику. После студија Р. Смиљанић је постављен за стручног сарадника у Институту друштвених наука где је изазвао пажњу својим истраживањем о читаности књига у Југославији. Затим је постао уредник за питања културе, преводилац и спикер у емисијама на немачком језику (Радио Београд 1965-69. г). После је прешао у статус слободног уметника, уз интензивно бављење књижевним радом и културним ангажманом, радио је као симултани и консекутивни преводилац за немачки језик на важним скуповима у земљи и иностранству, све до 1981. када је обољео од мишићне слабости и добио инвалидску пензију.
Као књижевник појавио се 1964. године књигом приповедака „Алкарски дан” (Нолит). Ова проза је дочекана са неподељеним одушевљењем критике, а Драган М. Јеремић пише у „Борби”: “Радомир Смиљанић је већ овом својом првом књигом доспео, уз Миодрага Булатовића, Мирка Ковача, и Данила Киша у сам врх младих српских приповедача.”
Следи роман “Мартинов излазак” 1965. који добија и награду недељника “Телеграм” као “најбољи модерни роман године у Југославији”. Смиљанићев роман “Војников пут” 1967. истакнут је у анкети „Књижевних новина” као једно од најбољих дела те године. У издању „Просвете”, 1969. излази роман „Мирно доба” (академик Предраг Палавестра у својој историји књижевности истиче Смиљанића као “оснивача књижевног правца –„неутрална темпоралност” („Послератна српска књижевност”, Просвета, 1972. pp. 306–307).
Три романа – (трилогија), у издању „Просвете” (1971 -75.), (као и код других наших и иностраних издавача) -“Неко је оклеветао Хегела”, “У Андима Хегелово тело” и “Бекство на Хелголанд”- били су поздрављени као догађај у нашој и страној књижевној јавности. Академик Никола Милошевић, Павле Зорић, др Зоран Глушчевић, затим угледни инострани критичари, као Петер Јокостра, Витолд Вирпса, Ларс Фреи, уврстили су ову трилогију романа у значајна дела књижевности у 20. веку. Никола Милошевић у својој студији (“Хегел Милирадовић и његови апостоли”) пише: ”Радомир Смиљанић је отворио неке нове видике у нашој и европској књижевности.” За трећи роман трилогије “У Андима Хегелово тело” он је утврдио да је то “наш најбољи сатирични роман.” Игор Мандић истиче да су романи Смиљанићеве трилогије “нешто потпуно самородно код нас и у свијету” („VUS”, Загреб).
Са трилогијом ових романа Смиљанић је два пута био у најужем избору за НИН-ову и Горанову награду.
У издању Просвете, Београд 1982. године изашла су „Одабрана дела Радомира Смиљанића” (у његовој генерацији то су остварили још Данило Киш, Борислав Пекић и Мирко Ковач) а обухватила су следећа дела: „Неко је оклеветао Хегела”, „У Андима Хегелово тело” и „Бекство на Хелголанд” , „Љубавне исповести Софије Маловразић”, „Михаилов повратак Марији” и „Како уништити Београд”.
„Пожар на тргу Маркса и Енгелса”, Нова књига, 1989, предвидео је расуло Југославије и суноврат једног система (“снажна критика доктринарног тоталитаризма” - др Зоран Глушчевић).
Роман „Стање природног нереда” (1991, „Дечје новине”), по мишљењу Растка Закића: ”Читајући узбудљиве и дубоко мисаоне странице овог ангажованог, смелог и необичног литерарног пројекта, читалац се придружује разматрањима о краху епохе, али и неугаслој нади и вери у једно боље сутра које се пробија кроз кошмар природног нереда.”
О роману „Бенџамин, наговештаји могућег живота”, (2001. Скц Крагујевац, „Теовид” Бгд), Драгољуб Стојадиновић је писао да је Смиљанић зачетник „нове фантастике” код нас и у свету, много пре Милорада Павића и Давида Албахарија.
Године 2002. изашло је изузетно запажено дело „Реч завештања” („Народна књига”, Београд) које је допунило трилогију о Хегелу Милирадовићу и за које је Смиљанић добио Награду за животно дело Удружења књижевника Србије, део образложења академика Драгољуба Недељковића гласи: ”Бриљантан стилист, Смиљанић нас својим делом кроз вратоломије и сензације језика, говора, мишљења и чудесних ситуација и слика, кроз необичну атмосферу, води у свет који тек што нисмо заборавили”.
Углед Радомира Смиљанића у иностранству потврђује се године 2001. када је чувена бања Баден из Швајцарске, поручила да Смиљанић напише роман чија се радња догађа у овом познатом лечилишту. Тако је настало дело писано на немачком језику, „Ein Bad fur das Gluck” („Место за срећу”).
Смиљанићеви историјски романи : „Карађорђе, вожд сербски” и „Витешки краљ ујединитељ” и данас су бестселер.
Смиљанићеви романи о великанима српске културе: „Позориште Београд” (о Иви Андрићу); „Борин повратак у Врање” (о Бори Станковићу) и „Михајло Пупин, Србин за цео свет”.
По оцени неких угледних критичара Смиљанић је најизразитији стваралац српског политичког романа и ту спадају следећа дела: „Петер Хандеке, немачко-српска рапсодија”, „Колекционар”, „Post scriptum: Target”; „Реч завештања” и посебан novum, роман-полемика „Пад нацизма”, (сучељавање са ставовима Гинтера Граса).
„Пас без завичаја” је једина Смиљанићева књига у сатиричним стиховима.
Радомир Смиљанић и Милован Витезовић објавили су јединствену „Антологију савремене југословенске приче и песме за децу и младе” у четири тома издавач „”Запис и „Интер - литерарна заједница”, 1984. Овај драгоцени избор књижевних остварења је и данас у употреби.
Са успехом су играна следећа драмска дела Радомира Смиљанића: „Исидоре, где си?” у Народном позоришту у Београду, „Убиство у кафани Дарданели”, Народно позориште Београд, „Случај шампиона”, Београдско драмско позориште ( Стеријина награда за главни лик), „Исповести Софије Маловразић” (Награда на Фестивалу Монодраме).